# Varietat de Kähler
En matemàtiques, una varietat de Kähler és una varietat amb estructura unitària a ({\displaystyle U(n)}-estructura) que satisfà una condició d'integració. En particular, és una varietat complexa, una varietat de Riemann, i una varietat simplèctica, amb aquestes tres estructures compatibles entre si. Aquesta estructura triple correspon a la presentació del grup unitari com una intersecció:
{\displaystyle U(n)=O(2n)\cap GL(n,\mathbf {C} )\cap Sp(2n)} Sense cap condició de integració, la noció anàloga és una varietat hermítica parcial. Si l'estructura-Sp és integrable (sense que l'estructura complexa ho sigui), la noció és una varietat de Kähler parcial, si l'estructura complexa és integrable (sense que l'estructura Sp ho sigui), la noció és una varietat hermítica. Les varietats de Kähler (en anglès "Kähler manifolds") van ser anomenades així en honor del matemàtic Erich Kähler i són importants en la geometria algebraica: elles són una generalització de la geometria diferencial de varietats algebraiques complexes.
Les varietats de Kähler poden ser caracteritzats en moltes maneres: elles són normalment definides com una varietat complexa amb una estructura addicional (o una varietat simpléctica amb una estructura addicional, o una varietat de Riemann amb una estructura addicional). Un pot resumir la connexió entre les tres estructures via {\displaystyle h=g+i\omega }, on h és la forma hermítica, {\displaystyle g} és la mètrica de Riemann, {\displaystyle i} és l'estructura complexa parcial, i {\displaystyle \omega } l'estructura simpléctica parcial. La mètrica de Kähler en una varietat complexa M és una mètrica hermítica al fibrat tangent complexificado {\displaystyle TM\otimes \mathbb {C} } que satisfà la condició de tenir diverses caracteritzacions equivalents (sent la més geomètrica al transport paral·lel induït per la mètrica que dona lloc a funcions complex-lineals en els espais tangents). En termes de coordenades locals s'especifica d'aquesta manera: si.

{\displaystyle h=\sum h_{i{\bar {j}}}\;dz^{i}\otimes d{\bar {z}}^{j}}

és mètrica ermita, llavors la forma de Kähler associada (definida excepte un factor de {\displaystyle i/2}) per

{\displaystyle \omega =\sum h_{i{\bar {j}}}\;dz^{i}\wedge d{\bar {z}}^{j}}

és tancada: és a dir, {\displaystyle d\omega =0}. Si {\displaystyle M} porta aquesta mètrica es diu una varietat de Kähler.
La mètrica en la varietat de Kähler satisfà localment
{\displaystyle G_{i{\bar {j}}}={\frac {\partial ^{2}K}{\partial z^{i}\partial {\bar {z}}^{j}}}}
per a alguna funció {\displaystyle K}, anomenat "el potencial de Kähler".
Una varietat de Kähler, la forma associada de la mètrica de Kähler s'anomena Kähler-Einstein (o algunes vegades Einstein-Kähler) si la seva tensor de curvatura Ricci és proporcional al tensor mètric, {\displaystyle M=\lambda g}, per alguna constant {\displaystyle \lambda }. Aquest nom és un recordatori de les consideracions d'Einstein sobre la constant cosmològica. Veure l'article varietat d'Einstein per a més detalls.

## Exemples
- L'espai euclidià complex {\displaystyle \mathbb {C} ^{n}} amb la mètrica hermítica estàndard és una varietat de Kähler.
- Un toro complex, donat per {\displaystyle \mathbb {C} ^{n}/\Lambda } per a una certa xarxa {\displaystyle \Lambda }, forma una varietat compacta de Kähler amb la mètrica natural.
- Cada superfície de Riemann és una varietat de Kähler, ja que la condició perquè {\displaystyle \omega } sigui tancat és trivial en 2 dimensions (reals).
- L'espai projectiu complex {\displaystyle \mathbb {C} P^{n}} té una mètrica de Kähler natural anomenada mètrica de Fubini-Study. Essencialment està determinada per la condició que sigui invariant sota l'acció del grup unitari (d'una dimensió més gran, actuant en l'espai vectorial complex que dona lloc a l'espai projectiu).
- Qualsevol subvarietat complexa d'una varietat de Kähler és Kähler. En particular, qualsevol varietat complexa que es pugui encaixar en {\displaystyle \mathbb {C} ^{n}} o {\displaystyle \mathbb {C} P^{n}} és Kähler.
- Les propietats de la restricció de la mètrica de Fubini-Study significa que les varietats algebraiques complexes projectives no singulars porten mètriques de Kähler. Això és fonamental en la seva teoria analítica.

Una subclasse important de les varietats de Kähler són les varietats de Calabi-Yau.